# Dracaenura torridalis
Dracaenura torridalis là một loài bướm đêm trong họ Crambidae.